# 土黄镇
土黄镇，是中华人民共和国四川省达州市宣汉县下辖的一个乡镇级行政单位。

## 行政区划
土黄镇下辖以下地区：
茗乐社区、碧溪村、陇溪村、螺丝村、万斛坝村、洞沟村、雨台村、桅杆岭村、白坪岭村、黄石包村、茶垭村、董坡村、百堰村、大房村和望乡村。